# Соціальний привілей
Соціальні привілеї (англ. Social privilege) — в антропології та соціології системна перевага, отримана індивідом чи групою людей, в силу їх приналежності до тієї чи іншої домінуючої соціальної групи. Цей термін зазвичай використовується в контексті соціальної нерівності, і надає непропорційно більшу, у порівнянні з маргіналізованими індивідами, доступ до матеріальних ресурсів та інституціональної влади. На відміну від багатьох інших переваг, привілеї виникають не, як результат індивідуальних можливостей або досягнень, а лише за фактом приналежності до основної домінуючої соціальної групи.
Соціальні привілеї дозволяють членам привілейованих груп уникати системних обмежень та перешкод, з якими стикаються члени викривлених груп. Класичними прикладом соціальних привілеїв заведено вважати наявність таких у білих людей та чоловіків. Сучасні дослідники також аналізують привілеї, пов'язані з класом, сексуальністю, віком та іншими системами ведення, і вивчають їх взаємодію та взаємовплив. Також два загальновідомих приклади цього поняття охоплюють доступ до вищої освіти та житла. 
Під новим використанням терміна, привілей може бути також емоційним або психологічним, щодо комфорту та особистої впевненості у собі, або відчуття приналежності або цінності для суспільства. Дослідження терміна почалося, як академічна концепція, але з тої пори вона стала популярною поза академічним середовищем.

## Опис поняття
Історично наукове вивчення соціальної нерівності зосереджувалося головним чином на способах дискримінації груп меншин та ігноруванні для них привілеїв, наданих домінуючим соціальним групам. Це змінилося наприкінці 1980-х років, коли дослідники почали вивчати концепцію привілеїв в розрізі соціального використання.
Соціальні привілеї, як це розуміють і описують дослідники, є функцією багатьох змінних різного значення, таких як раса, вік, стать, сексуальна орієнтація, гендерна ідентичність, громадянство, релігія, фізичні здібності, здоров'я, рівень освіти та подібне. Раса, гендер і соціальний клас, як правило, зазначають соціологи, є найбільш визначальним для загального рівня привілеїв людини. Привілейована теорія стверджує, що кожна людина вбудована в матрицю категорій і контекстів, і в певному сенсі буде привілейована та іншими способами позбавлена добробуту, з привілейованими атрибутами, що зменшують недоліки та членство в незахищеній групі, зменшуючи переваги привілеїв.
У контексті цієї теорії привілейовані люди вважаються «нормою», і як такі, що отримують невидимість і легкість у суспільстві, а інші отримують нижчі соціальні варіанти. Привілейовані люди вважають, що вони відображаються у всьому суспільстві як у засобах масової інформації, так і особисто в зустрічах з вчителями, керівниками робочих місць та іншими органами влади, які, як стверджують дослідники, дають почуття права та припущення, що привілейована людина досягне успіху в житті, а також буде захищати привілейовану особу від занепокоєння, що вони можуть зіткнутися з дискримінацією з боку людей, що знаходяться під владою .
Деякі соціальні привілеї, такі як соціальний клас, відносно стабільні, а інші, такі як вік, багатство, релігія та привабливість, будуть або можуть змінюватися з часом. 
Є такі атрибути даних привілеїв, які, принаймні, частково визначаються індивідуумом, наприклад, рівень освіти, тоді як інші, такі як раса чи клас, є цілковито недобровільними. Наприклад, біла лесбійська університетська професорка отримує вигоду від расової та освітньої привілеїв, однак вона перебуває в неблагополучному становищі через її стать та сексуальну орієнтацію. Деякі атрибути привілеї зазвичай досить помітні, такі як раса та стать, а інші, такі як статус громадянства та порядок народження, не є.

## Інформованість про привілеї
Деякі вчені підкреслюють схему, коли ті, хто користується даним типом привілеїв, не хочуть це визнати. На думку дослідників, привілейовані особи протистоять визнанню своїх соціальних привілеїв, тому що це вимагатиме, щоб вони визнали, що будь-який успіх, який вони досягли, не призвів виключно до власних зусиль, натомість, це було частково завдяки системі, яка розробляла їх для підтримки привілейованих індивідів.
Американський соціолог Майкл Кіммель описує стан привілеїв як «ніби бігти за попутним вітром», не знаючи про невидиму підтримку, підтримку та рухові сили або не визнаючи цей феномен. З аргументу можна вивести, що така відмова є додатковою несправедливістю щодо тих, хто не користується тією ж формою соціальних привілеїв. У своїй праці «Гендерне суспільство» Майкл Кіммел писав, що коли привілейовані люди не відчувають себе сильними, аргументи, що вони отримали користь від незароблених переваг, виглядають незручно.
Письменник Деральд Вінг Сью посилається на таку відмову, як на форму «мікроагресії» чи «мікроінвалідування», що заперечує досвід людей, які не мають привілеїв та мінімізують перешкоди, з якими ті стикаються.
Макінтош пише, що більшість людей не хочуть визнати свої привілеї, а, навпаки, шукають шляхи виправдання або мінімізації наслідків надання привілеїв, заявляючи, що їх привілеї було повністю зароблено. Вони це виправдовують, фактично визнаючи людей з нездійсненним пануванням, але заперечують, що цей привілей є інституціоналізованим та вбудованим у наше суспільство. Вона пише, що ті, хто вважає, що привілей є системним, тим не менш, заперечує, що він особисто отримав від неї користь і може протидіяти зусиллям з її демонтажу.
Як стверджують декотрі дослідники, «концепція соціальних привілеїв» ставить під сумнів ідею про те, що суспільство є меритократією, і це особливо турбує декотрих американців, для яких віра в те, що вони живуть у меритократії - це глибока культурна цінність, яку дослідники часто характеризують як міф.

## Характерні риси
Для соціальних привілеїв характерні наступні риси:
- Соціальні привілеї невидимі для своїх власників.
Як соціальний та культурний механізм соціальні привілеї структурують соціальну реальність таким чином, що люди, що користуються привілеями, цього не помічають.
- Привілейована група володіє владою визначати соціальну норму.
Привілейовані групи становлять зразок нормативних відносин, щодо яких представники маргіналізованих груп визначаються, як відхилення або виключення. У відношенні чоловічих привілеїв це явище носить назву «андроцентризм», а щодо жіночих - «гіноцентризм».
- Соціальні розділи на привілейовані та маргіналізовані групи натуралізуються.
Соціальні розділи за ознаками гендеру, раси, класу, сексуальності описуються і усвідомлюють як природні, що мають божественне або природне походження. Переконання в природності соціальних джерел виправдовують ці ієрархії і звільняють провідних груп від відповідальності за соціальну нерівність.
- Представники привілейованих груп відчувають для себе право займати більш високе положення.
Вони вважають, що мають право на визнання, повагу та заохочення на підставі своєї приналежності до привілейованої групи.

## Критика
Концепція соціальних привілеїв була піддана критиці за ігнорування відносних відмінностей між групами. 
Наприклад, Лоуренс Блум стверджував, що в американській культурі існують різниці в статусах серед азійських індіанців, китайців, японців, корейців та камбоджійців, а також серед афро-американців, чорних іммігрантів з Карибського басейну та чорних іммігрантів з Африки. Хоча Блум погодився, що така пільга існує та є системною, але тим не менш критикує сам ярлик, кажучи, що слово «привілеї» означає розкіш, а не права, і стверджує, що деякі переваги соціальних привілеїв, такі як безперешкодний доступ до освіти та житла, будуть краще розумітися як права.
Майкл Монахан стверджував, що «Білі привілеї» мають бути більш точно описані як переваги, отримані білими через історичне відчуження інших не «білих» рас, а не те, що ставить «білі привілеї» над чи поза нормальними людськими статусами.

## Див.також
- Матріархат (соціальні відносини)
- Патріархат (соціальні відносини)
- Гіноцентризм
- Андроцентризм
- Дискримінація
- Расизм